# Constantin Ipsilanti
Constantin Alexandru Ipsilanti (n. 1760, Constantinopol, Imperiul Otoman – d. 24 iunie 1816, Kiev, gubernia Kiev⁠(d), Imperiul Rus) a fost domn în Moldova: 8 martie 1799 - 4 iulie 1801, octombrie 1806 - noiembrie 1806 și în Țara Românească: 1 septembrie 1802 - august 1806. A mai fost administrator al Țării Românești sub ocupația rusească: 27 decembrie 1806 - 31 mai 1807 și 8-28 august 1807.

## Contextul obțineii domniei

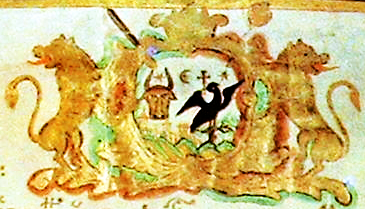
Blazonul familiei Ipsilanti (1805)

Constantin Ipsilanti a fost un susținător al eliberării Greciei Otomane de sub jugul turcesc. Totuși, când i-au fost date în vileag tendințele conspiraționiste, a fugit la Viena. Este însă iertat de sultan și devine Domn al Moldovei în 1799. Destituit în 1805, se refugiază la Sankt Petersburg de unde, în 1806, în fruntea a 20,000 de soldați ruși, se îndreaptă spre București, de unde plănuia să contribuie la o nouă încercare de eliberare a Greciei.

## Domnii
A fost fiul lui Alexandru Vodă Ipsilanti și tatăl lui Alexandru Ipsilanti Eteristul. Și-a început cariera ca toți fanarioții, devenind dragoman al Porții, pe vremea celei de-a doua domnii a tatălui său în Țara Românească (1769–1797). Făcând în această calitate numeroase servicii Rusiei și Angliei, adversarele Franței, ajunge prin concursul acestora pe tronul Moldovei (1799). Nu se poate menține mult timp, tocmai din cauza prea accentuatului său rusofilism și este destituit (1801). Reîntors la Constantinopol, continuă cu uneltirile și casa sa ajunge cuibul agenților și intrigilor moscovite, care căutau să-și reîntroneze omul lor.
Convenția ruso-turcă din 1802, a dat drept rușilor să se amestece în numirea, menținerea și destituirea domnilor, prevăzându-se tot în interes moscovit și fixarea domniilor pe o perioadă de 7 ani. În aceste condiții, Constantin ajunge pe tronul Țării Românești. La început, ca om al Rusiei, ia câteva măsuri salutare: îi recheamă pe exilați și achită datoriile țării la Constantinopol, cu scopul de a suprima marile dări. Însă, în curând pune noi dări care apasă țara. Acestea precum și marele incendiu al capitalei, groaznicele inundații din acea vreme, apoi jafurile pazvangiilor din Vidin, care au amenințat chiar Bucureștiul, și cheltuielile lui Vodă, determinate de jocurile politice externe: serbări și daruri când ambasadorul rus trecea prin București, când unor englezi, chiar și ambasadorului și consulului Franței; întreținea emisari-spioni în Europa pentru a i se raporta totul; alimentarea răscoalelor din Imperiul Otoman, pasvangii, sârbii, pașa din Rusciuc; risipa sfetnicilor săi, aventurieri francezi ca Gaspari, secătuiesc țara. Cu tot tratatul din 1802 și cu toată protecția rusească, Poarta înțelege trădarea lui Constantin, care lucra ca Principatele române să intre sub influența rusească, îl destituie și vrea să-l omoare. Deoarece Rusia și Anglia protestează energic, Turcia îi dă pace însă nu-și poate relua tronul pentru că din cauza relațiilor tensionate ruso-turce, izbucnește războiul. Numai după ce rușii ocupă Țările Române și Bucureștiul în decembrie, Constantin revine la conducere, fiind însărcinat cu administrarea Moldovei (octombrie - noiembrie 1806). Pentru că țara era sărăcită, iar rușii cereau tot timpul bani, el se refugiază în 1809 la Sankt Petersburg.

## Unirea Moldovei și a Țării Românești
Din 1806, în timpul ocupației ruse a Principatelor Dunărene, Imperiul Țarist a încurajat o uniune provizorie a acestora, sub sceptrul domnitorului Constantin Ipsilanti. Prin această tactică, Imperiul Rus a încercat să câștige simpatia Principatelor Române, uniunea formală a acestora fiind planificată pentru anul 1830.
Cu toate acestea, planurile s-au schimbat în urma Păcii de la Tilsit, dintre Țarul Alexandru I al Rusiei și Împăratul Napoleon I al Franței, motiv pentru care Ipsilanti pleacă în Rusia, împreună cu familia sa, în anul 1807.

## Urmări
Constantin Ipsilanti moare la Kiev, în 1816, după ce a fost comandant al Fortăreței Pechersk din 1807. Din cei cinci copii ai săi, doi au jucat un rol imporant în Războiul de Independență al Greciei : Alexandru și Dumitru Ipsilanti.